# Nome supérieur du Laurier rose

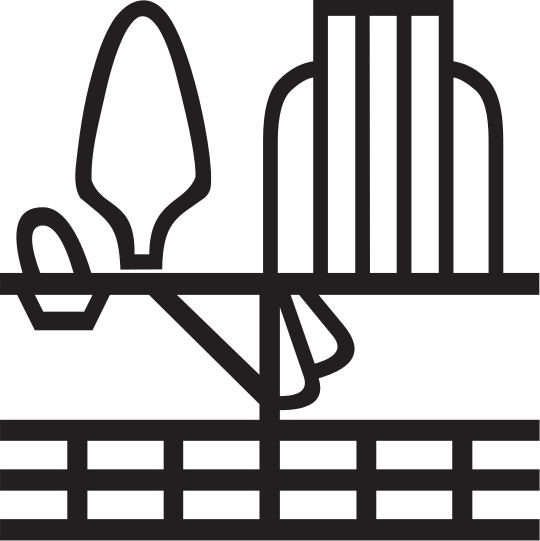
Hiéroglyphe symbole du Nome.

Le nome supérieur du Laurier rose (nˁrt ḫntt) est l'un des 42 nomes (division administrative) de l'Égypte antique. C'est l'un des vingt-deux nomes de la Haute-Égypte et il porte le numéro vingt.

## Géographie
Ce nome faisait près de 31 km de long selon la liste des nomes de Sésostris Ier.
Ce nome était l'un des nomes les plus densément peuplés de l'Égypte. Selon Pierre Montet, le nome était situé entièrement sur la rive occidentale du Nil, en face du nome du Couteau (22e), avec au nord le nome inférieur du Laurier rose (21e) et au sud le nome des Deux sceptres (19e) sur la rive occidentale du Bahr Youssouf et le nome du Faucon aux ailes déployées (18e) entre le Bahr Youssouf et le Nil. Selon la carte de Michel Dessoudeix, le nome s'étendait sur les deux rives du Nil, et bordait donc, côté rive orientale du Nil, au nord le nome du Couteau (22e) et au sud le nome du Faucon aux ailes déployées (18e). Le nome était également frontalier à l'ouest du territoire du Fayoum, le Bahr Youssouf entrant d'ailleurs dans ce territoire depuis le nome supérieur du Laurier rose.

## Histoire
Le nome est habité depuis les temps les plus ancien comme le montrent les sites d'Abousir el-Meleq (en), Harageh et Kôm Médinet Ghourob où se trouvent des cimetières de la période prédynastique.
La capitale du nome, Héracléopolis Magna, est habitée depuis au moins la période thinite, comme le montre la nécropole de Sidmant qui abrite des tombes des IIe et IIIe dynasties. Sous l'Ancien Empire, les hauts fonctionnaires ouvrent une seconde nécropole pendant les Ve et VIe dynasties à Dishasha (en), bien que la nécropole de Sidmant est à nouveau utilisée pendant la VIe dynastie. 
L'histoire du nome semble sortir de l'ombre de ces périodes anciennes pendant la Première Période intermédiaire car elle est alors la capitale des IXe et Xe dynasties,. Ce royaume héracléopolitain sera cependant défait par les rois thébains de la XIe dynastie. 
Au cours du Moyen Empire et plus précisément au cours du règne de Sésostris II, le centre de l'attention royale est placé au nord du nome, près de la frontière avec la région du Fayoum : en effet, le roi avait fait construire à El-Lahoun un complexe pyramidale ainsi qu'une ville de pyramide toute proche, Kahoun, qui sera désertée au cours de la XIIIe dynastie. La ville d'Héracléopolis Magna ne fut pas pour autant délaissée car les rois de la XIIe dynastie y construire un temple dédié à Hérishef, le grand dieu local. 
La ville d'Héracléopolis Magna semble avoir eu un nouvel essor au cours des XVIIIe et XIXe dynasties comme le montre la nécropole de Sidmant et le temple d'Hérishef de la XIIe dynastie reconstruit une première fois pendant la XVIIIe dynastie puis à nouveau à la dynastie suivante sous Ramsès II. De plus, au nord du nome, à Kôm Médinet Ghourob, une importante demeure royale datée d'Amenhotep III s'y trouvait ; elle sera utilisée jusqu'à la XIXe dynastie.
Au cours de la Troisième Période intermédiaire, la ville d'Héracléopolis Magna joua un rôle important : centre de regroupement de tribus libyennes de Mâchaouach à la fin de la XXe dynastie et au cours de la XXIe dynastie, la ville devient, pour son rôle de verrou stratégique le long de la vallée du Nil et en tant que carrefour des flux caravaniers et fluviaux, la résidence du « général d'Héracléopolis » dès le règne de Sheshonq Ier de la XXIIe dynastie avec la nomination de son fils Nimlot. Ceci continua avec le fils d'Osorkon II, nommé lui aussi Nimlot ; au cours du règne d'Osorkon II, Nimlot étant nommé grand prêtre d'Amon à Thèbes, c'est son fils Takélot (futur Takélot II) qui prend sa place, suivi de son frère Djedptahiouefânkh quand Takélot est nommé grand prêtre d'Amon à la mort de Nimlot. Le poste restera dans la descendance de Djedptahiouefânkh comme le montre la stèle de son arrière-arrière-petit-fils Pasenhor. Cependant, à la fin des XXIIe et XXIIIe dynasties, alors que le pays est dévisé est de nombreuses entités plus oou moins indépendante, la région d'Héracléopolis Magna est dominé par un roi local nommé Peftjaouaouibastet, qui, après s'être allié au dernier roi thébain Roudamon, s'allia avec le conquérant nubien de ce dernier, Piânkhy, et combattit l'alliance du Nord menée par Tefnakht de Saïs. La ville garda de l'importance jusqu'au début de la XXVIe dynastie : en effet, la ville représenta une prise importante de Psammétique Ier dans le cadre de la reconquête du pays ; peu après, il s'agit du général d'Héracléopolis Samtoutefnakht qui accompagna avec une importante flotte la fille de Psammétique Ier, Nitocris Ire, pour prendre le poste de divine adoratrice d'Amon à Thèbes.

## Divinités locales

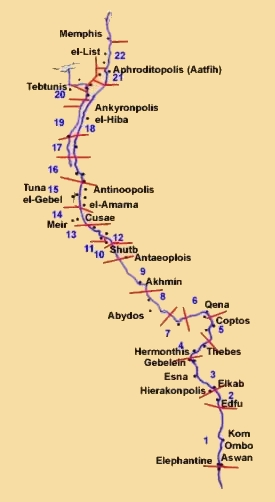
Les nomes de Haute-Égypte

La divinité principale du nome était Hérishef, grand dieu d'Héracléopolis Magna, où il y possédait un énorme temple d'époque ramesside,. Un second dieu était véréné à Héracléopolis Magna, à savoir le dieu primordial Nehebkaou.
À Kôm Médinet Ghourob, un temple d'époque ramesside dédié à Amon-Rê et Thoutmôsis III s'y trouvait ; ce culte particulier envers ce roi était probablement dû au fait que Thoutmôsis III était à l'origine de ce lieu. Sobek semble également avoir été très vénéré dans cette ville.

## Lieux principaux
- Héracléopolis Magna
  - Dishasha (en) (nécropole)
  - Sidmant (nécropole)
- El-Lahoun
  - Harageh (nécropole)
- Abousir el-Meleq (en)
- Kôm Médinet Ghourob
- Per-Sékhemkhéperrê (en)
- Per-Ihy
- Tilothis (en)
- Poinamys
- Natawy
- Bousiris (en)
- Korphotoi
- Psychis
- Tanchais
- Tinteris
- Coma